# Станислав Сремчевић
Станислав Сремчевић Црни (Гунцати, код Кнића, 1910 — Београд, 16. фебруар 1943) био је учесник Народноослободилачке борбе и народни херој Југославије.

## Биографија
Рођен је 1910. у селу Гунцатима, код Кнића. Потицао је из сиромашне земљорадничке породице. Након завршене основне школе, отишао је на изучавање заната. Као млади радник прикључио се током 1920-их револуциоанрном радничком покрету. Посебно се истицао активношћу у синдикалном покрету, па је 1934. примљен у чланство тада илегалне Комунистичке партије Југославије (КПЈ). На Покрајинској конференцији КПЈ за Србију, одржаној маја 1940, изабран је за члана Покрајинског комитета КПЈ за Србију.
Након окупације Југославије, 1941. одлуком Покрајинског комитета КПЈ за Србију одређен је за секретара Окружног повереништва КПЈ за Аранђеловац, које је потом прерасло у Окружни комитет. На овој дужности, заједно са другим члановима Окружног комитета, радио је на организовању устанка у овом делу Шумадије и потом формирања Првог шумадијског партизанског одреда. Посебно је био ангажован на формирању Колубарске партизанске чете, која се налазила у саставу одреда.
Након Прве непријатељске офанзиве и слома устанка у Србији, у јесен и зиму 1941, остао је на терену Аранђеловца и покушавао да обнови партијске организације на територији Окружног комитета. У пролеће 1942. успео је да обнови партизански одред, формирањем Шумадијског партизанског одреда.
Одлуком ПК КПЈ за Србију септембра 1942. упућен је на партијски рад у Београд, где је требало да преузме дужност секретара Месног комитета. Како до тада није партијски деловао у Београду, био је непознат агентима Специјалне полиције, па се очекивало да ће му то помоћи у илегалном раду. По доласку у Београд, сачекалага је Ђука Динић и сместила, заједно с Ђуром Гајићем, у илегални стан у улици кнеза Павла (данас Младена Стојановића) на Дедињу, где је повремено долазио Мирко Томић, такође члан Покрајинског комитета. Како су сви дошли са терена, стално су носили оражје и с поносом истицали да ће, ако наиђе полиција, пуцати и да се неће крити по склоништима.
У полицијској провали у београдску партијску организацију, агенти Специјалне полиције успели су најпре да 16. јануара 1943. ухапсе Јанка Лисјака, секретара Месног комитета, а сутрадан је у сукобу са полицијом погинуо Мирко Томић. Хапшењем Милице Дачић, која је заједно са Гајићем и Сремчевићем, живела у истом стану, они су морали да напусте стан и пређу на Пашино брдо. Специјална полиција је средином фебруара 1943. ухапсила Мирка Стојановића, који је на салушању открио да 16. фебруара у Неготинској улици треба да се састане са Гајићем. Агенти Специјалне полиције су потом блокирали улицу и направили заседу.
На састанак са Стојановићем, Гајић је дошао у пратњи Сремчевића. Полицијски агенти су покушали да их ухапсе, али су они успели да их на време уоче и пруже отпор. У пуцњави која је трајала неколико минута стадали су Гајић и Сремчевић, а теже је рањен полицијски агент Радослав Понорац. Иако су имали лажне исправе, Сремчевић на име Љубомира Стојановића, а Гајић на Милорада Здравковића, полиција је брзо успела да их идентификује.
Указом Председништва АВНОЈ-а постхумно је 6. јула 1945. одликован Орденом заслуга за народ првог реда. Указом Президијума Народне скупштине ФНР Југославије 5. јула 1951. проглашен је за народног хероја.
Неготинска улица на Звездари, у којој је погинуо у сукобу са полицијом, од 1946. носи његово име.